# Amy (Elton John)
Amy è un brano country/southern rock interpretato e scritto da Elton John; l'autore del testo è il celebre paroliere Bernie Taupin.
La canzone fa parte dell'album Honky Château del 1972 e, stilisticamente parlando, è un pezzo bizzarro e atipico nella produzione eltoniana.
In questa canzone si canta l'amore che un ragazzino prova nei confronti di una coetanea e alla fine il lamento del giovane diventa quasi una preghiera disperata nei confronti della giovane.
Il brano riesce a fondere con rara perfezione i classici virtuosismi al piano dell'Elton John anni settanta coi suoni duri e selvaggi del violino elettrico di Jean Luc Ponty: infatti, secondo John Tobler, presenta lo stile di Leon Russell al suo massimo.
Canzone caratterizzata dall'assenza pressoché totale di un ritornello, si contraddistingue per i controtempi di piano e batteria che danno al brano una sensazione di grande movimento.

## Formazione
Elton John = pianoforte e voce
Jean-Luc Ponty = violino elettrico
Davey Johnstone = chitarra elettrica, cori
Dee Murray = basso elettrico, cori
Nigel Olsson = batteria, cori
Ray Cooper = conga